# Pagaran Dolok
Pagaran Dolok is een bestuurslaag in het regentschap Padang Lawas van de provincie Noord-Sumatra, Indonesië. Pagaran Dolok telt 261 inwoners (volkstelling 2010).